# Jaltomata
Jaltomata biljni rod iz porodice krumpirovki smješten u tribus Solaneae, dio potporodice Solanoideae. Pripada mu 71 vrsta raširenih od Arizone na sjeveru, do Bolivije u Južnoj Americi na jugu. Najpoznatiji predstavnik je Jaltomata procumbens, jednogodišnja ili kratkotrajna višegodišnja biljka visine 30 – 120 cm. koja se koristi i u prehrambene i u medicinske svrhe

## Vrste
1. Jaltomata alviteziana S.Leiva
2. Jaltomata andersonii Mione
3. Jaltomata angasmarcae S.Leiva & Mione
4. Jaltomata anteropilosa S.Leiva & Mione
5. Jaltomata antillana (Krug & Urb.) D'Arcy
6. Jaltomata aricapampae S.Leiva & Mione
7. Jaltomata aspera (Ruiz & Pav.) Mione
8. Jaltomata athahuallpae S.Leiva & Mione
9. Jaltomata atiquipa Mione & S.Leiva
10. Jaltomata auriculata (Miers) Mione
11. Jaltomata aypatensis S.Leiva, Mione & Quip.
12. Jaltomata bernardelloana S.Leiva & Mione
13. Jaltomata bicolor (Ruiz & Pav.) Mione
14. Jaltomata biflora (Ruiz & Pav.) Benítez
15. Jaltomata bohsiana Mione & D.M.Spooner
16. Jaltomata cajacayensis S.Leiva & Mione
17. Jaltomata cajamarca Mione
18. Jaltomata calliantha S.Leiva & Mione
19. Jaltomata chihuahuensis (Bitter) Mione & Bye
20. Jaltomata chotanae S.Leiva & Mione
21. Jaltomata confinis (C.V.Morton) J.L.Gentry
22. Jaltomata contorta (Ruiz & Pav.) Mione
23. Jaltomata contumacensis S.Leiva & Mione
24. Jaltomata cuyasensis S.Leiva, Quip. & N.W.Sawyer
25. Jaltomata darcyana Mione
26. Jaltomata dendroidea S.Leiva & Mione
27. Jaltomata dentata (Ruiz & Pav.) Benítez
28. Jaltomata diversa (J.F.Macbr.) Mione
29. Jaltomata estilopilosa S.Leiva & Mione
30. Jaltomata glomeruliflora S.Leiva & Mione
31. Jaltomata grandibaccata S.Leiva & Mione
32. Jaltomata grandiflora (B.L.Rob. & Greenm.) D'Arcy, Mione & T.Davis
33. Jaltomata herrerae (C.V.Morton) Mione
34. Jaltomata huancabambae S.Leiva & Mione
35. Jaltomata hunzikeri Mione
36. Jaltomata incahuasina Mione & S.Leiva
37. Jaltomata lanata S.Leiva & Mione
38. Jaltomata leivae Mione
39. Jaltomata lezamae S.Leiva & Mione
40. Jaltomata lojae Mione
41. Jaltomata lomana Mione & S.Leiva
42. Jaltomata mionei S.Leiva & Quip.
43. Jaltomata neei Mione & S.Leiva
44. Jaltomata nigricolor S.Leiva & Mione
45. Jaltomata nitida (Bitter) Mione
46. Jaltomata oppositifolia S.Leiva & Mione
47. Jaltomata pallascana (Bitter) Mione
48. Jaltomata paneroi Mione & S.Leiva
49. Jaltomata parviflora S.Leiva & Mione
50. Jaltomata pauciseminata S.Leiva & Mione
51. Jaltomata pilosissima S.Leiva
52. Jaltomata procumbens (Cav.) J.L.Gentry
53. Jaltomata propinqua (Miers) Mione & M.Nee
54. Jaltomata quipuscoae Mione & S.Leiva
55. Jaltomata repandidentata (Dunal) Hunz.
56. Jaltomata sagastegui Mione
57. Jaltomata salpoensis S.Leiva & Mione
58. Jaltomata sanchez-vegae S.Leiva & Mione
59. Jaltomata sanctae-martae (Bitter) Benítez
60. Jaltomata sinuosa (Miers) Mione
61. Jaltomata spooneri Mione & S.Leiva
62. Jaltomata truxillana S.Leiva & Mione
63. Jaltomata umbellata (Ruiz & Pav.) Mione & M.Nee
64. Jaltomata ventricosa (Baker) Mione
65. Jaltomata vestita (Miers) Castillo & R.E.Schult.
66. Jaltomata viridiflora (Kunth) M.Nee & Mione
67. Jaltomata weberbaueri (Dammer) Mione
68. Jaltomata werffii D'Arcy
69. Jaltomata whalenii S.Knapp, Mione & Sagást.
70. Jaltomata yacheri S.Leiva & Mione
71. Jaltomata yungayensis Mione & S.Leiva